# Priors Dean
Priors Dean – osada w Anglii, w hrabstwie Hampshire, w dystrykcie East Hampshire. Leży 30 km na wschód od miasta Winchester i 77 km na południowy zachód od Londynu.